# Kanton Mulhouse-Nord
Mulhouse-Nord is een voormalig kanton van het Franse departement Haut-Rhin. Het kanton maakte deel uit van het arrondissement Mulhouse.
Het kanton omvatte uitsluitend een deel van de gemeente Mulhouse tot het op 22 maart werd opgeheven en de gemeente over drie nieuwe kantons werd verdeeld.